# Joãnino
Joãnino Beviláqua (ur. 7 czerwca 1912 w Palmas, zm. 26 maja 1999 w Kurytybie) – piłkarz brazylijski, występujący podczas kariery na pozycji napastnika.

## Kariera klubowa
Karierę piłkarską Joãnino zaczął w Britânii Kurytyba w 1939 roku i grał w nim do 1942 roku. W 1942 przeszedł do lokalnego rywala Athletico Paranaense. Podczas tego okresu Joãnino wygrał z Athletico Paranaense dwukrotnie mistrzostwo stanu Parana – Campeonato Paranaense w: 1943 i 1945 roku.
W 1947 roku przeszedł do klubu Aqua Verde Kurytyba. W 1949 roku przeszedł do klubu Operário Ponta Grossa, w którym grał do zakończenia kariery w 1951 roku.

## Kariera reprezentacyjna
W reprezentacji Brazylii Joãnino zadebiutował 31 stycznia 1942 w meczu z reprezentacją Ekwadoru podczas Copa América 1942, na którym Brazylia zajęła trzecie miejsce. Był to jedyny jego mecz w reprezentacji.